# Infernäl Mäjesty
Gli Infernäl Mäjesty sono una band thrash metal canadese, formatasi a Toronto nel 1986.

## Storia del gruppo

### None Shall Defye i demo (1986-1992)
Inizialmente adottarono il nome Lord Satans Deciples (LSD) e dopo l'ingresso del cantante Chris Bailey lo cambiarono in Overlord, come il titolo di una loro canzone. In seguito la formazione composta dai chitarristi Kenny Hallman e Steve Terror, dal bassista Psycopath, dal batterista Rick Nemes e da Bailey, assunse il nome Infernäl Mäjesty (Maestà infernale, in italiano). Dopo aver registrato un demo di quattro tracce vennero scritturati dalla Roadrunner Records con cui realizzarono, nel 1987, l'album di debutto None Shall Defy. Il disco ricevette i favori della critica e fece conoscere la band agli appassionati di thrash metal di tutto il mondo, anche grazie alla produzione del videoclip della title track.
Nonostante ciò la Roadrunner non rinnovò il contratto con il gruppo che, nel 1988 vide la partenza di Psycopath e Nemes, sostituiti dal bassista Bob Quelch ed dal batterista Kevin Harrison. La band così formata si dedicò quindi alla produzione di Nigresent Dissolution, un demo composto da due tracce. Lo stesso anno ebbero l'opportunità di esibirsi a Detroit, quando venne reclutato come turnista il batterista Shawn Drover, e in Europa, dove in un'occasione si esibirono insieme ai Kreator. In seguito il cantante Vince (Donald Kuntz) prese il posto di Chris Bailey e, nel 1991, partecipò alla realizzazione di Creation of Chaos, un demo di quattro tracce. Vince venne in seguito allontanato a causa dei suoi atteggiamenti violenti che non erano visti di buon occhio dalle etichette discografiche con cui la band sperava, grazie al demo, di ottenere un nuovo contratto.

### Unholier Than Thou(1993-1999)
Vi fu quindi il ritorno di Bailey e con lui e con il nuovo bassista Chay McMullen, nel 1996 a seguito della ristampa di None Shall Defy, intrapresero una breve tournée europea. A distanza di undici anni dall'esordio discografico diedero quindi alle stampe Unholier Than Thou edito da Hypnotic Records. Questo lavoro mostrò una band più orientata al death metal rispetto all'esordio e vide la collaborazione di Scott Burns come ingegnere del suono. A supporto dell'uscita tornarono in Europa dove, in alcune occasioni, salirono sul palco insieme a Cannibal Corpse e Dark Funeral. Durante il tour fu registrato il live Chaos in Copenhagen che venne pubblicato nel 2000 da Hypnotic Records. Poco tempo dopo aver partecipato a questa serie di concerti, Chay McMullen e il batterista Kevin Harrison lasciarono la band e vennero sostituiti in un primo momento da Kiel Wilson e Graham MacSkimming.

### One Who Points to DeatheNone Shall Defylive (2000-2011)
Sul finire del 2000 il bassista Eric Dubreuil e il batterista Kris DeBoer entrarono a far parte della band e parteciparono alla realizzazione dell'album One Who Points to Death uscito nel 2004. Il disco, che fu pubblicato da Black Lotus Records, vide la band cimentarsi con sonorità in bilico tra il thrash e il death metal. Ad agosto del medesimo anno Chris Bailey lasciò di nuovo la band e venne quindi sostituito da Brian Langley. Nel 2007 produssero Demon God, un EP uscito a tiratura limitata, contenente una nuova versione del brano S.O.S., originariamente inserito sul disco d'esordio, inciso con la partecipazione di George Fisher e Rob Barrett dei Cannibal Corpse.
Brian Langley lasciò il gruppo all'inizio del 2008 per unirsi ai Tyrants Blood. A distanza di due anni si riunì alla band per un concerto, tenutosi a Vancouver, in cui venne suonato per intero l'album None Shall Defy. Per l'occasione fu ingaggiato il batterista Max Mathews e l'esibizione venne filmata per la produzione di un DVD (rimasto inedito). Nel 2011 ripeterono lo stesso concerto che vide come ospite il cantante George Fisher.

### Il ritorno di Bailey (2012-presente)
In seguito Chris Bailey e Kiel Wilson, in veste di batterista, si riunirono al gruppo che vide anche l'ingresso del bassista Daniel Nargang. Iniziarono così a produrre del materiale per un nuovo album e nel 2015 realizzarono il video della canzone House of War. In seguito si accordarono con la High Roller Records per la pubblicazione del disco No God in data 14 aprile del 2017.

## Stile e influenze
Il primo lavoro della band presentò uno stile tecnico e violento, ispirato da Slayer, Sadus, mentre gli album successivi mostrarono una tendenza al death metal. Secondo quanto dichiarato da Chris Bailey in un paio di interviste i gruppi che maggiormente hanno avuto influenza su di loro, oltre ai già citati Slayer, sono: Kiss, Manowar, Mercyful Fate, Exciter, Voivod, Celtic Frost e Venom.

## Formazione

### Formazione attuale
- Chris Bailey – voce
- Kenny Hallman – chitarra
- Steve Terror – chitarra
- Daniel Nargang – basso
- Kiel Wilson – batteria

### Ex componenti
- Vince (Donald Kuntz) – voce
- Brian Langley – voce
- Psycopath – basso
- Bob Quelch – basso
- Chay McMullen – basso
- Eric Dubreuil – basso
- Rick Nemes – batteria
- Graham MacSkimming – batteria
- Kevin Harris – batteria
- Kris DeBoer – batteria

## Discografia

### Album in studio
- 1987 – None Shall Defy
- 1998 – Unholier Than Thou
- 2004 – One Who Points to Death
- 2017 – No God

### Album dal vivo
- 2000 – Chaos in Copenhagen

### Raccolte
- 2016 – Nigrescent Years of Chaos

### EP
- 2007 – Demon God

### Split album
- 1997 – Infernäl Mäjesty / Custom

### Demo
- 1986 – Infernäl Mäjesty
- 1988 – Nigresent Dissolution
- 1991 – Creation of Chaos